# Dorchester (Boston)
Dorchester, "Dot"
, é um bairro situado no sul de Boston, Massachusetts, EUA. Foi fundado em 1630 pelos primeiros colonos que chegaram da Inglaterra. Em 1870 Dorchester foi anexada a Boston.

## Demografia
Segundo o censo americano de 2000, a sua população era de 96,347 habitantes. Em 2010, foi estimada uma população de 91,982.

## Geografia
Dorchester está localizado ao sul do centro de Boston e está rodeado por bairros de South Boston, Roxbury, Mattapan, South End, e das cidades de Quincy e de Milton. O Rio Neponset separa Dorchester de Quincy e Milton .